# Delcam
Delcam és un proveïdor de programari avançat CAD/CAM per a la indústria manufacturera.
La companyia ha crescut fermament des que va ser fundada formalment en 1977, després del treball de desenvolupament inicial a la Universitat de Cambridge, Regne Unit.
És ara un desenvolupador global de disseny de producte i fabricat programari, amb filials i empreses conjuntes a Amèrica del Nord, Amèrica Del sud, Europa i Àsia amb un personal total de més de 800 persones i el suport local proporcionat de més de 300 oficines de revenda a tot el món. Va ser llistat en la Borsa de valors de Londres fins al 6 de febrer de 2014, quan va ser adquirit per Autodesk.
Ara opera com una subsidiària de propietat total de forma independent de Autodesk.

## Història

### Visió general
En 1965, Donald Welbourn

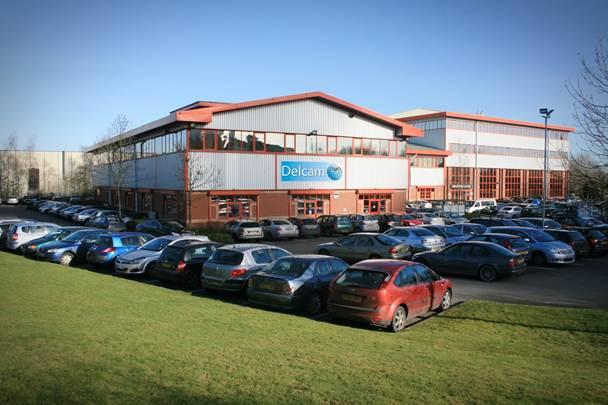
Seu de Delcam Ltd. A Birmingham

Va veure la possibilitat d'utilitzar ordinadors per ajudar als fabricants de patrons a solucionar els problemes de la difícil modelación de les formes 3D. Va persuadir al Consell de Cerca de la Ciència per donar suport a la recerca en el Departament d'Enginyeria de la Universitat de Cambridge. El patrocini inicial va ser proporcionat per Ford i Control Data a Alemanya, els clients del qual van incloure Volkswagen i Daimler-Benz. En 1974 el Grup de Delta va secundar Ed Lambourne (ara Director Tècnic en Delcam) a l'Equip de Cambridge. Després que Lambourne tornés a Delta, un centre de desenvolupament es va establir a Birmingham en 1977.
En 1989, la companyia va ser adquirida pel Grup Delta en una compra dirigida pel Director Gerent Hugh Humphreys i Ed Lambourne. La companyia va ser rebatejada Delcam International en 1991 i es va traslladar a una nova oficina especialment dissenyada en Small Heath. El juliol del 1997, Delcam Ltd va estar al Mercat d'Inversió Alternatiu per expandir operacions internacionals i augmentar el desenvolupament d'inversió.
La companyia ara compta amb al voltant de 300 oficines a les quals assisteixen 90.000 usuaris a tot el món amb una facturació anual de sobre 100 milions de lliures amb l'equip de desenvolupament més gran en la indústria.
Clive Martell va ser director executiu des d'agost de 2009.
Al febrer de 2015, Pete Baxter, vicepresident anterior de vendes i director al país per Autodesk en el Regne Unit, va ser nomenat vicepresident.

### Dates claus

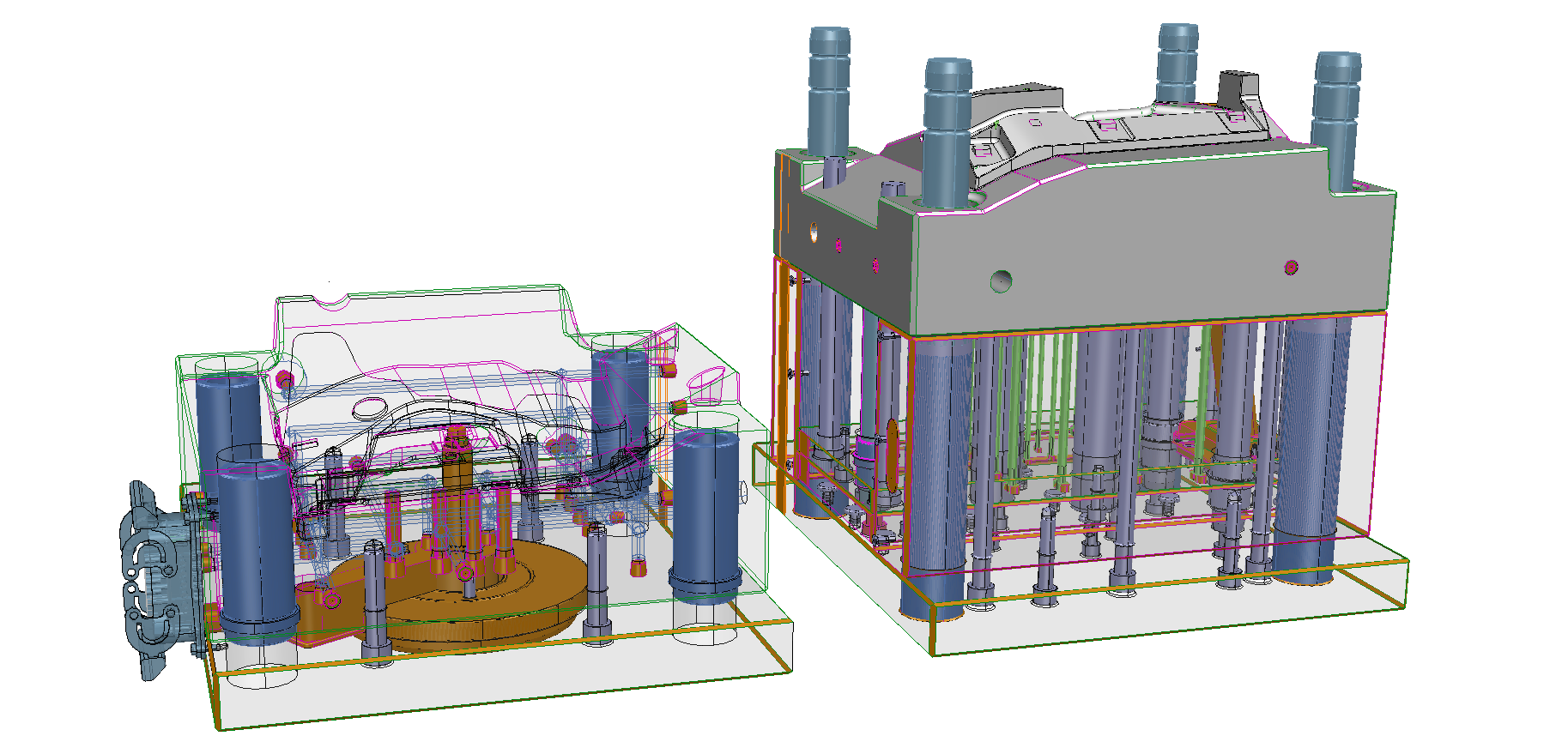
3D model d'un motlle de PowerSHAPE

## Productes

### Solucions de Fabricació avançada
PowerSHAPE

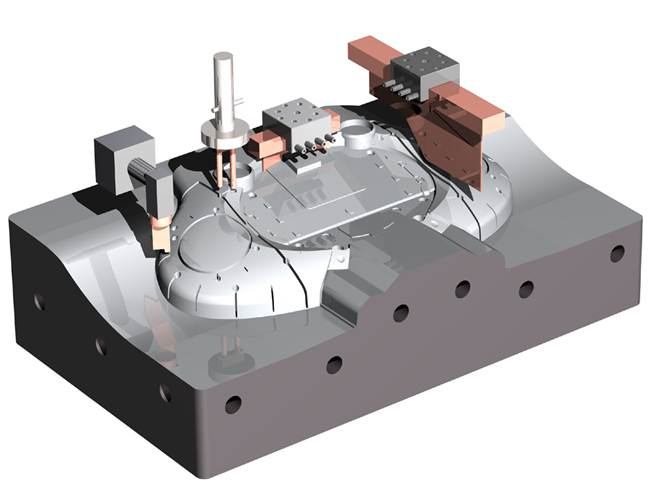
Render De 3D modelo assemblea en PowerSHAPE.

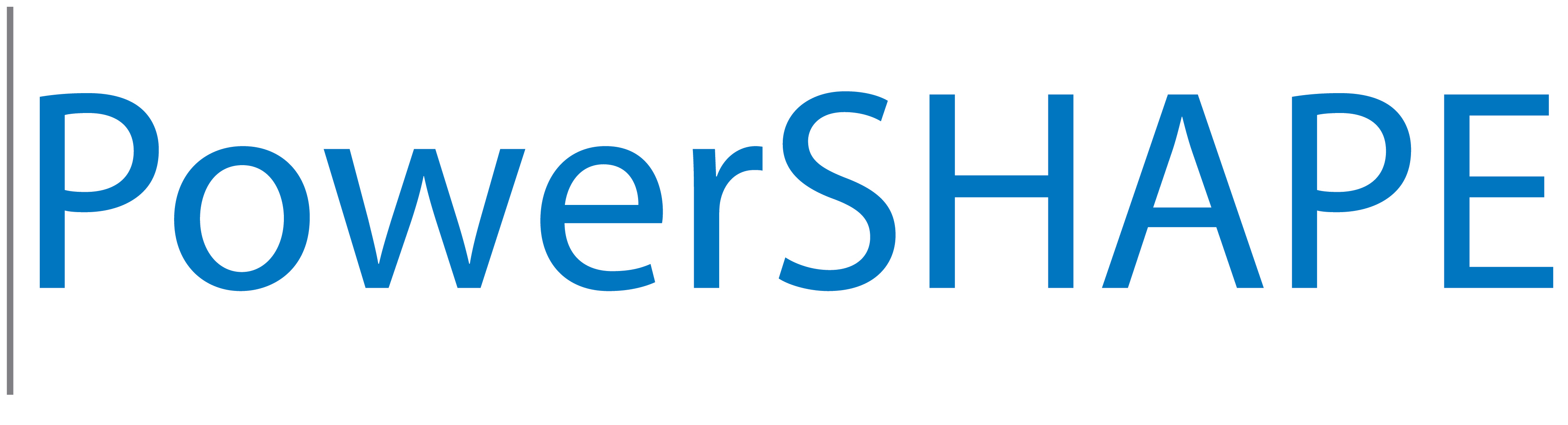

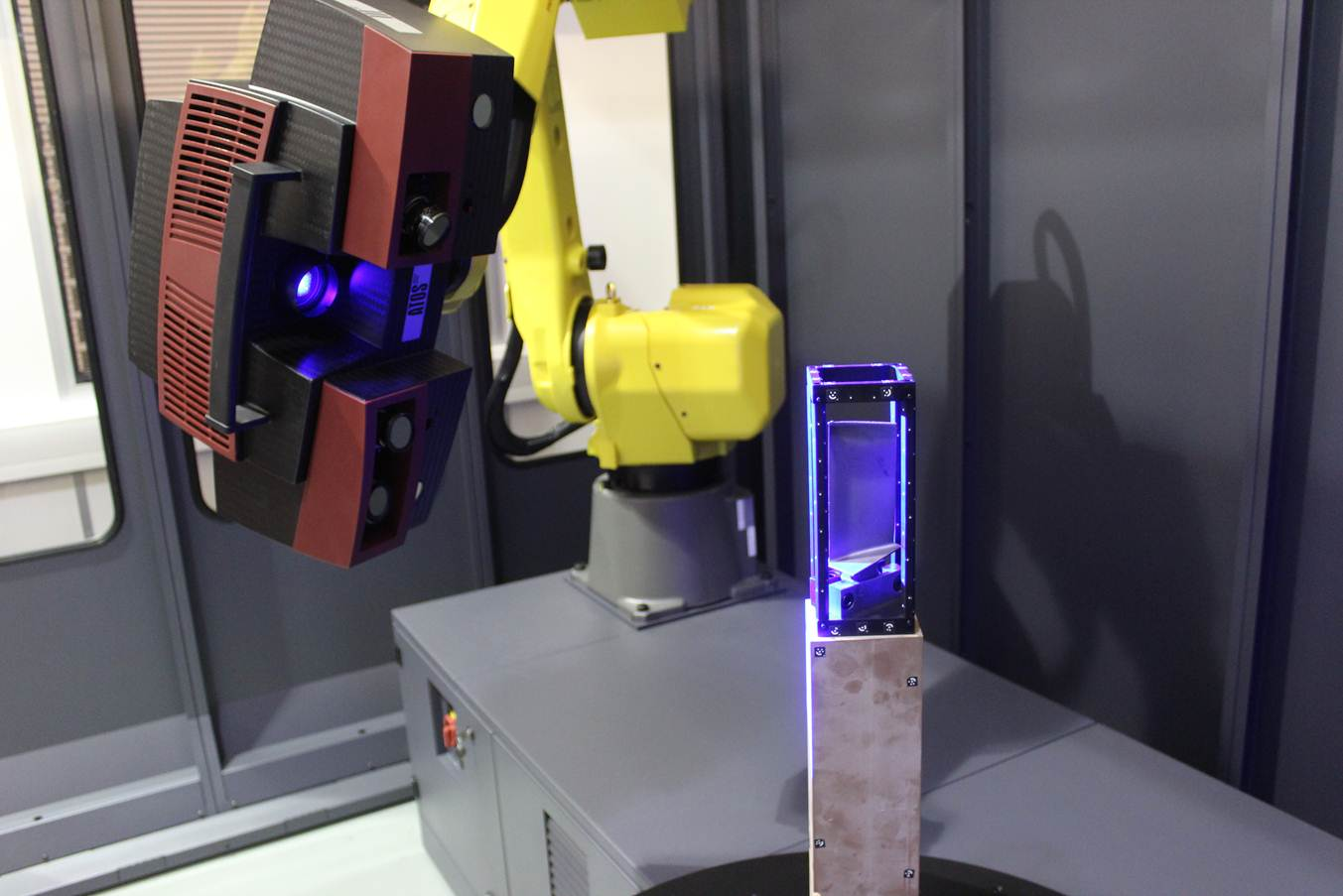
Escàner de robot que utilitza PowerINSPECT.

És una solució 3D CAD (Disseny Assistit per ordinador) que funciona en Windows de Microsoft, la qual s'utilitza per al disseny de models 3D complexos que utilitzen superfícies, sòlids i triangles. El programari permet la importació de dades de núvols de punts 3D per realitzar enginyeria inversa en models 3D.
PowerSHAPE s'utilitza per a una gran varietat d'aplicacions, inclòs el modelatge per a la fabricació, el disseny d'elèctrodes, la fabricació de motlles i eines.
El codi de PowerSHAPE s'origina del DUCT programari.
PowerMILL
Una solució CAM per a la programació de trajectòries d'eines per a Fresat CNC de 2 a 5 eixos (Control Numèric per Computador).
PowerINSPECT

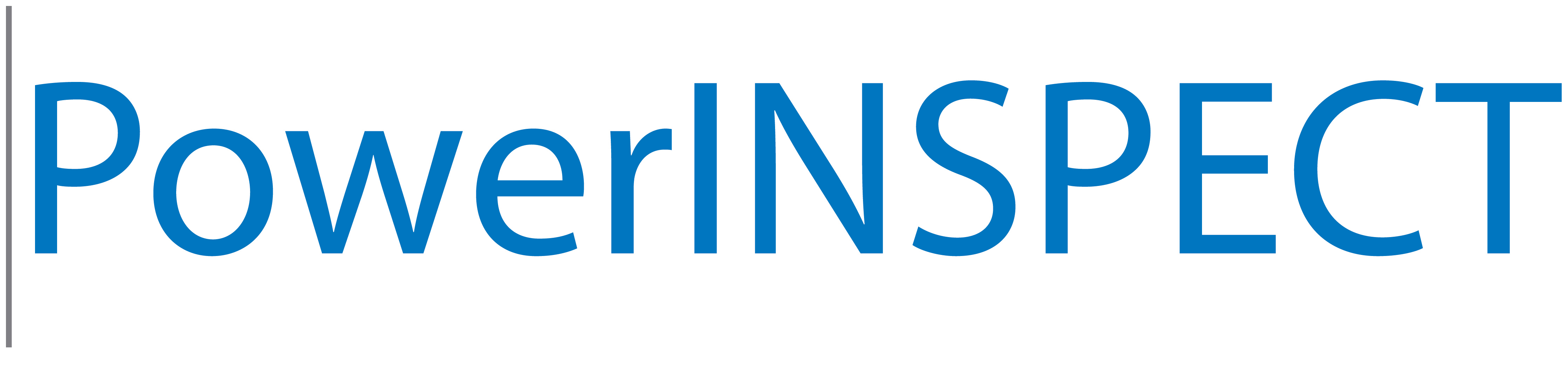

Un paquet de solució d'inspecció basat en CAD per usar amb molts tipus de maquinari d'inspecció, incloses MMC manuals i CNC, braços portàtils, dispositius de mesurament òptic i màquines eina CNC (OMV). Desenvolupat per al seu ús en Microsoft Windows, el programari s'embeni a una àmplia gamma d'indústries.
En 2004, Delcam va guanyar el premi Queen's a la innovació per PowerINSPECT i en 2008 PowerINSPECT va ser el segon producte més venut de Delcam.
PowerMILL Interfície de robot
Un paquet de programari per a la programació de robots mecanitzats amb fins a 8 destrals.
FeatureCAM

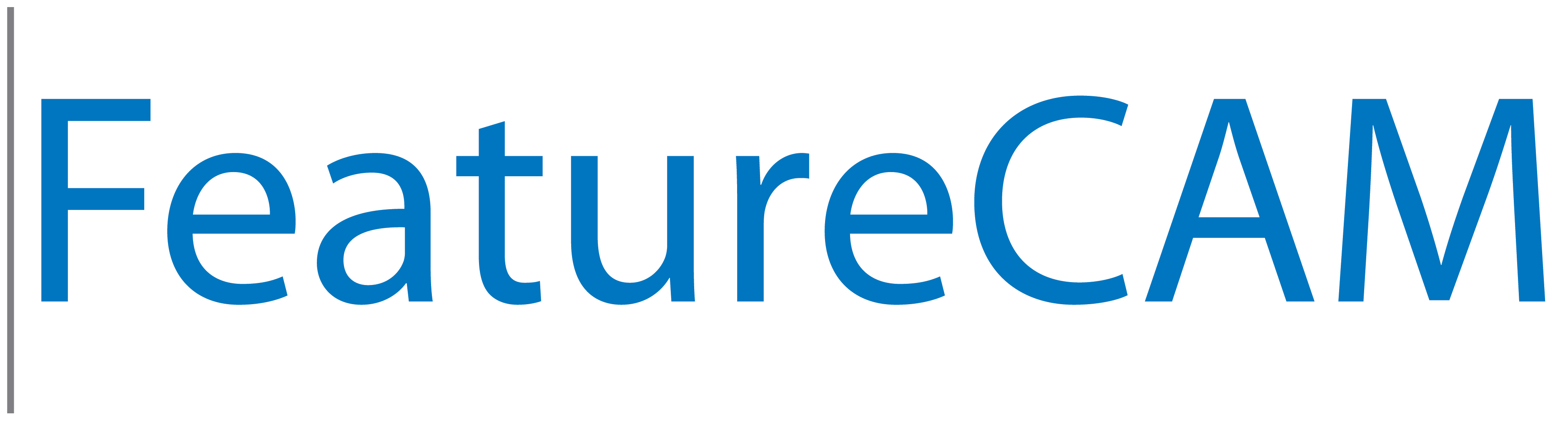

Una solució CAM basada en funcions per a fresat, tornejat i electroerosió per fil.
PartMaker
Un programari CAM per a la programació d'equips de tornejat, molins alimentats per barres i torns tipus suís.
Delcam Per SolidWorks
Una solució de CAM basada en PowerMILL i FeatureCAM incorporada en SolidWorks.
Delcam Exchange
Un traductor de dades CAD per llegir i escriure tots els arxius de format CAD d'ús comú.
Delcam Electrode
Un programari integrat dins de PowerSHAPE per a la generació automàtica de models d'elèctrodes sòlids per a electroerosió amb generació de trajectòria d'eina opcional en PowerMILL.

### Solucions de metrologia
Verificació en la màquina

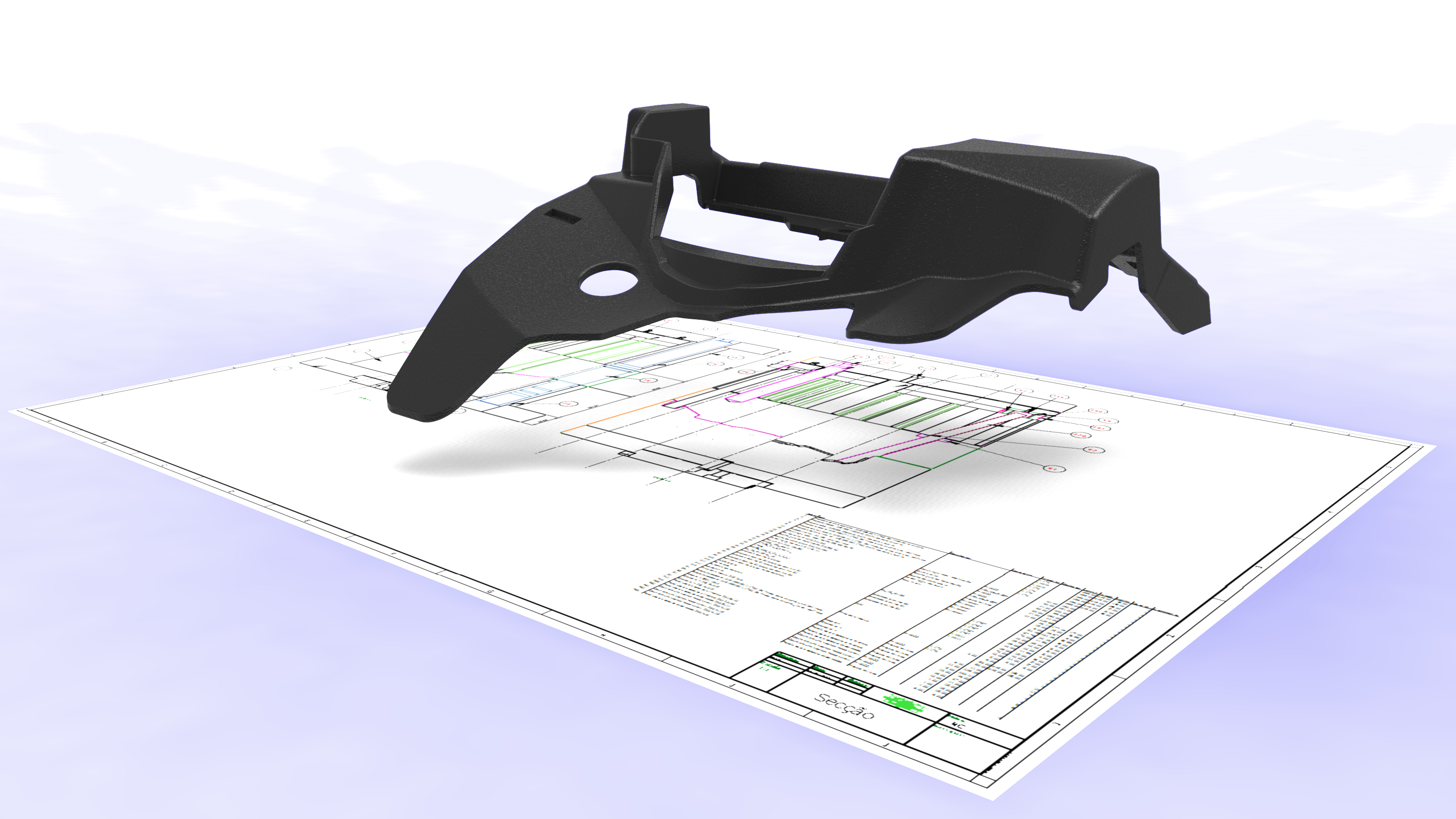
3D Rendered model de PowerSHAPE

Un paquet per al mesurament de peces complexes directament en les eines de màquina.

### SolucionesArtísticas de CADCAM
ArtCAM JewelSmith
Una solució especialitzada en disseny i fabricació 3D per a joiers.
ArtCAM Pro
Una solució completa per al disseny i fabricació d'il·lustracions 2D i relleus 3D.
ArtCAM Insígnia
És per al disseny a nivell de producció i la fabricació d'il·lustracions 2D i relleus 3D.
ArtCAM Express
És un disseny introductori de cost baix i solució mecanitzada.
Després de l'adquisició per part de Autodesk en 2014, la marca Artcam es va suspendre. No obstant això, el programari encara existeix i té llicència amb un altre nom: 'Carveco'.

### Solucions de calçat
OrderManager
És una eina de gestió de flux de treball basada a la web per rastrejar comandes de forma remota.
OrthoMODEL
És un paquet de programari per al disseny de fet per encàrrec orthotic insoles.
OrthoMILL
És un paquet de programari per a la fabricació de fet per encàrrec orthotic insoles.
iQube Scanner
És un escàner dempeus, repartiment de guix i foambox.
LastMaker
És un paquet de programari per a l'última modificació 3D i l'última qualificació 3D.
Shoemaker
És un paquet de programari per al disseny 3D de calçat.
SoleEngineer
És un programari per a l'enginyeria i classificació de soles 3D.
Engineer Pro
És un programari per a l'enginyeria i classificació de patrons 2D.
PatternCut
És un programari per niar i tallar peces de patrons 2D.
KnifeCut
És un programari per al niat i cort de peces de patrons 2D per a màquines de cort per projecció.
ShoeCost
És un programari per al càlcul del cost total del calçat.
TechPac
És un paquet de programari de documentació tècnica.

## Premis
1991
Queen's Award de Comerç Internacional.
2003
Queen's Award a la Innovació atorgat per ArtCAM.
2004
Queen's Award a la innovació atorgat per PowerINSPECT.
2005
Queen's Award de Comerç Internacional.
2010
Queen's Award a la innovació atorgat per programari CADCAM dental.
2011
Queen's Award de Comerç Internacional.
2011
Premi Ringier a la innovació tecnològica per 'Delcam for SolidWorks' de International Metalworking News
2012
Premi de la indústria de fabricació de MTA a la millor associació de proveïdors per la seva relació amb Coventry Engineering Group.
2014
Premis MWP 2014 - Millor CADCAM o sistema de control.
2014
Asian Manufacturing Awards 2014 - Millor proveïdor de sistemes CAM.

## Programa de llicenciat
Delcam opera un esquema de desenvolupament per a graduats en enginyeria i programari. El programa de postgrau consta de cinc rotacions de 10 setmanes en diferents funcions de l'empresa. Les funcions inclouen serveis professionals, suport internacional, màrqueting, ArtCAM, PowerINSPECT i capacitació. Els graduats també tenen l'oportunitat de treballar en Delcam USA a Filadèlfia o Salt Lake City.

## Boris
El logotip de Delcam incorpora una aranya modelada per computadora anomenada Boris. Això es va produir com un experiment per renderizar pèls al programari CAD de Delcam en 1984. En veure una versió mecanitzada en una fira, el director general Hugh Humphreys va decidir portar-la-hi a casa i usar-la dins del logotip de l'empresa.